# Henicus prodigiosus
Henicus prodigiosus is een rechtvleugelig insect uit de familie Anostostomatidae. De wetenschappelijke naam van deze soort is voor het eerst geldig gepubliceerd in 1878 door Stål.